# Cerro Castillo (región de Aysén)
El cerro Castillo es una montaña ubicada en la cordillera de los Andes, en la comuna de Río Ibánez (provincia General Carrera, región de Aysén del General Carlos Ibáñez del Campo, Chile). Tiene una altitud de 2675 m s. n. m. y es la principal atracción de la reserva nacional del mismo nombre.

## Galería

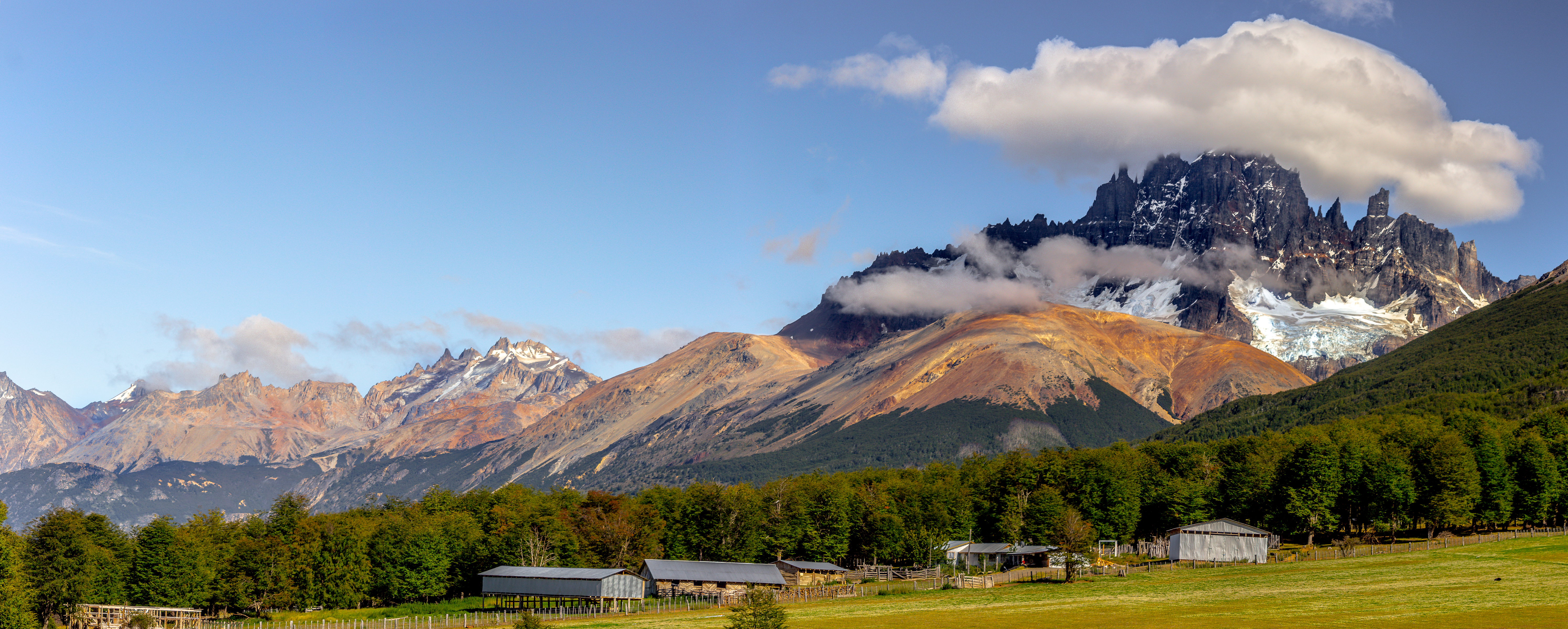
Vista de Cerro Castillo desde la Ruta 7, hacia el Noroeste

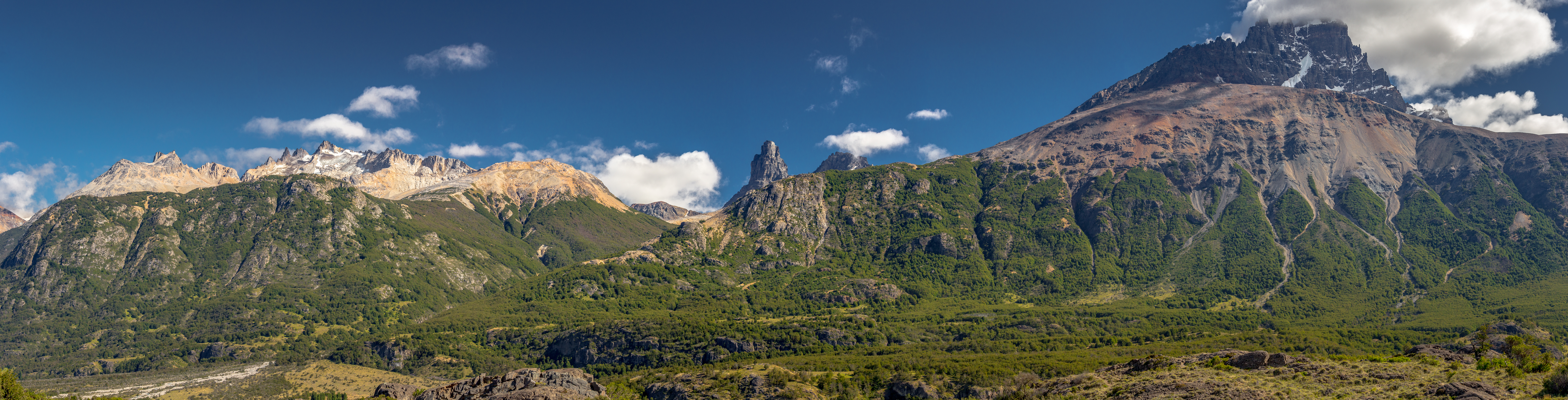
Alrededores del Cerro Castillo; vista hacia el Norte